# Franz Abart
Pour l’acteur et chanteur français, voir Christian Abart.
Franz Christian Abart (en français François Abart), né le 22 décembre 1769 à Schlinig, et mort le 10 septembre 1863 à Kerns, est un sculpteur suisse.

## Biographie
Franz Abart est né le 22 décembre 1769 à Schlinig. Il est le fils d'Ignaz, un paysan, et de son épouse Anne Marie Imfeld, fille de Nikolaus, landamman d'Obwald.
Il étudie d'abord avec le sculpteur Mathias Punt à Schlinig, puis il part travailler à Strasbourg. Il s'installe en Suisse au début de la Révolution française. Établit à Lucerne, il acquiert une réputation d'artiste accompli. En 1790 il travaille à Sarnen chez le sculpteur Balthasar Durrer. Il réalise des crucifix dans plusieurs églises en Suisse. À Kerns il rencontre puis épouse la fille d'un haut fonctionnaire. Les expositions de Berne en 1804 et 1810, lui permette de prendre le premier rang parmi les artistes suisses : à l'exposition d'art et d'industrie de 1810, il obtint la médaille d'or pour une statue en bois de Winkelried. C'est à ce titre qu'il envoie des ouvrages en France, en Angleterre et en Allemagne. Ses bergers, ses lutteurs, sa Mater Dolorosa, Les trois grâces (1812) sont cités parmi ses meilleurs ouvrages.
On lui doit également les Ours de Berne, qu'il exécute en 1828 : il s'agit de deux grandes statues d'ours en granit, exécutées sur l'ordre du Conseil de Berne pour orner la porte de Morat et qui gardent maintenant l'entrée du musée historique de la ville fédérale.
Il meurt le 10 septembre 1863 à Kerns.